# Хасково
Ха́сково (болг. Хасково) — город в Болгарии. Находится в Хасковской области, входит в общину Хасково.

## Местоположение
Хасково расположен в южной части Болгарии и является областным центром Хасковской области. Расположен недалеко от границы с Грецией и Турцией. Через территорию Хасковского района идет самый прямой маршрут, соединяющий Европу с Ближним Востоком.
Хасково расположен почти той же широте c: поселком Хасково Ташкентской области (Узбекистан), Римом (Италия), Барселоной (Каталония, Испания), Тбилиси (Грузия) и Чикаго (США).

## Воды
Отсюда начинаются реки Банска, Хасковска Марица и Харманлийска река.

## История
Город имеет более чем тысячелетнюю историю. По мнению археологов, первое поселение на территории современного города возникло в середине неолита около 5000 года до нашей эры.
В битве у деревни Клокотница 9.III.1230 года царь Иван Асень II недалеко от Хасково разбил войска императора Феодора Комнина, который вторгся в болгарские земли несмотря на ранее подписанный мирный договор.
В 1927 году здесь был открыт памятник Неизвестному солдату.
В 1950-е годы город являлся крупным центром табачной промышленности. По состоянию на начало 1957 года здесь действовали несколько хлопчатобумажных и шелкообрабатывающий предприятий, а также предприятия пищевой промышленности (мельницы и маслобойные заводы). Кроме того, часть населения города была занята в сельском хозяйстве (в районе Хасково было развито виноградарство).
К 1977 году Хасково составлял единый промышленный узел с Димитровградом, являлся центром машиностроения (здесь производили оборудование для химической, пищевой и табачной промышленности) и табачной промышленности страны (здесь действовала одна из крупнейших в Европе табачных фабрик «Тракия»).
В 1981 году в Хасково был введён в эксплуатацию завод химического машиностроения.
В 1985 году в честь тысячелетия со дня основания города в центре города была построена Мемориальная часовня.
Во второй половине 1980-х годов Хасково представлял собой промышленный центр, основу экономики которого составляли предприятия машиностроения, текстильной, табачной и пищевкусовой промышленности.

## Динамика численности населения

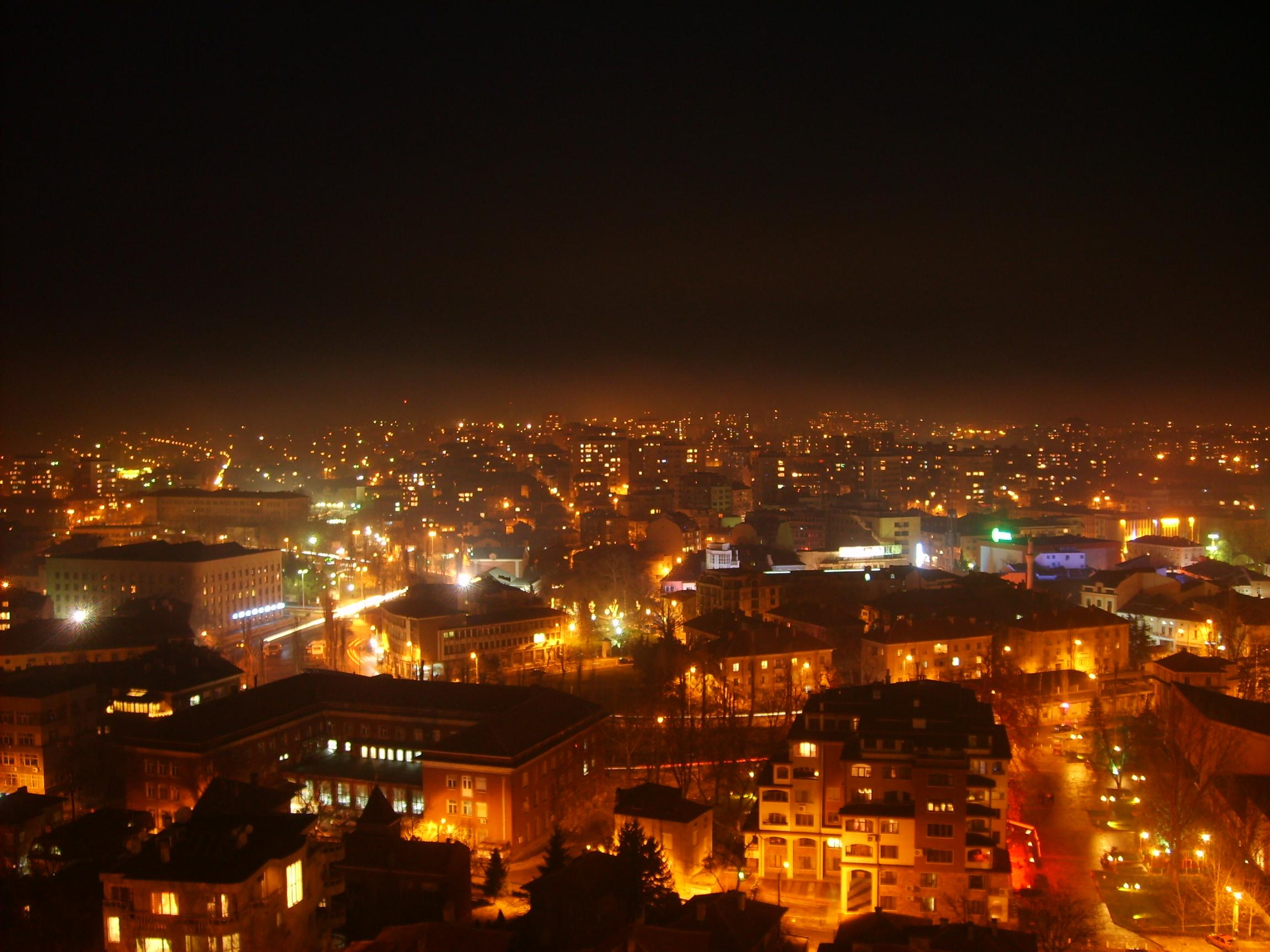

| Хасково    | Хасково  | Хасково  | Хасково  | Хасково  | Хасково  | Хасково  | Хасково  | Хасково  | Хасково  | Хасково  | Хасково  | Хасково  | Хасково  |
| ---------- | -------- | -------- | -------- | -------- | -------- | -------- | -------- | -------- | -------- | -------- | -------- | -------- | -------- |
| год        | 1887     | 1910     | 1934     | 1946     | 1956     | 1965     | 1975     | 1985     | 1992     | 2001     | 2005     | 2010     | 2011     |
| население  | 14 191 ▲ | 15 067 ▲ | 26 516 ▲ | 27 435 ▲ | 38 812 ▲ | 57 777 ▲ | 75 259 ▲ | 87 847 ▲ | 80 773 ▼ | 80 303 ▼ | 78 929 ▼ | 77 050 ▼ | 76 397 ▼ |
| Източники: |          |          |          |          |          |          |          |          |          |          |          |          |          |

### Религии
Христиане — 85 %, Мусульмане — 15 % вместе с цыганами.

## Политическая ситуация
Кмет (мэр) общины Хасково — Станислав Дечев («ГЕРБ») по результатам выборов в правление общины.

## Галерея

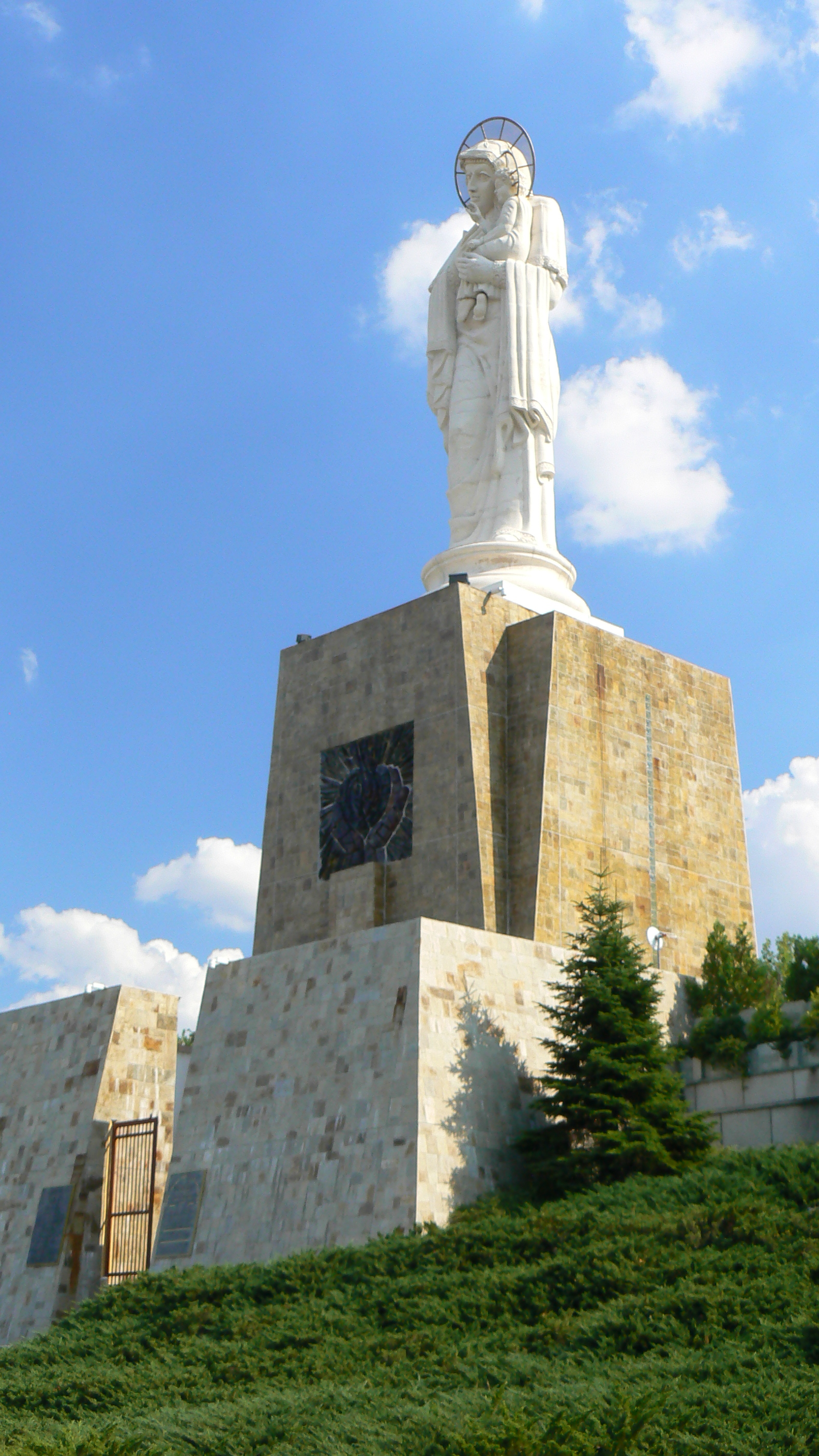
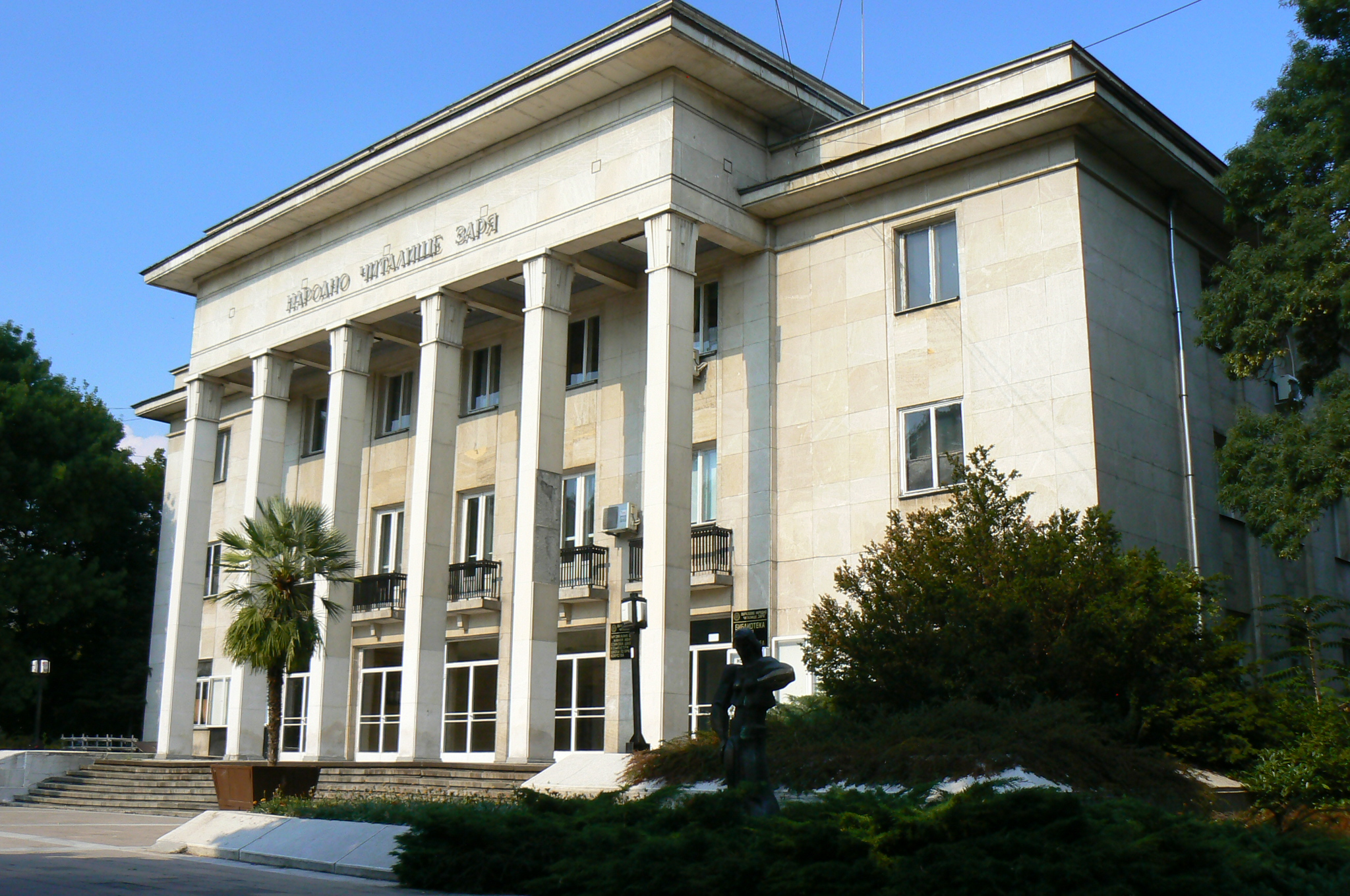
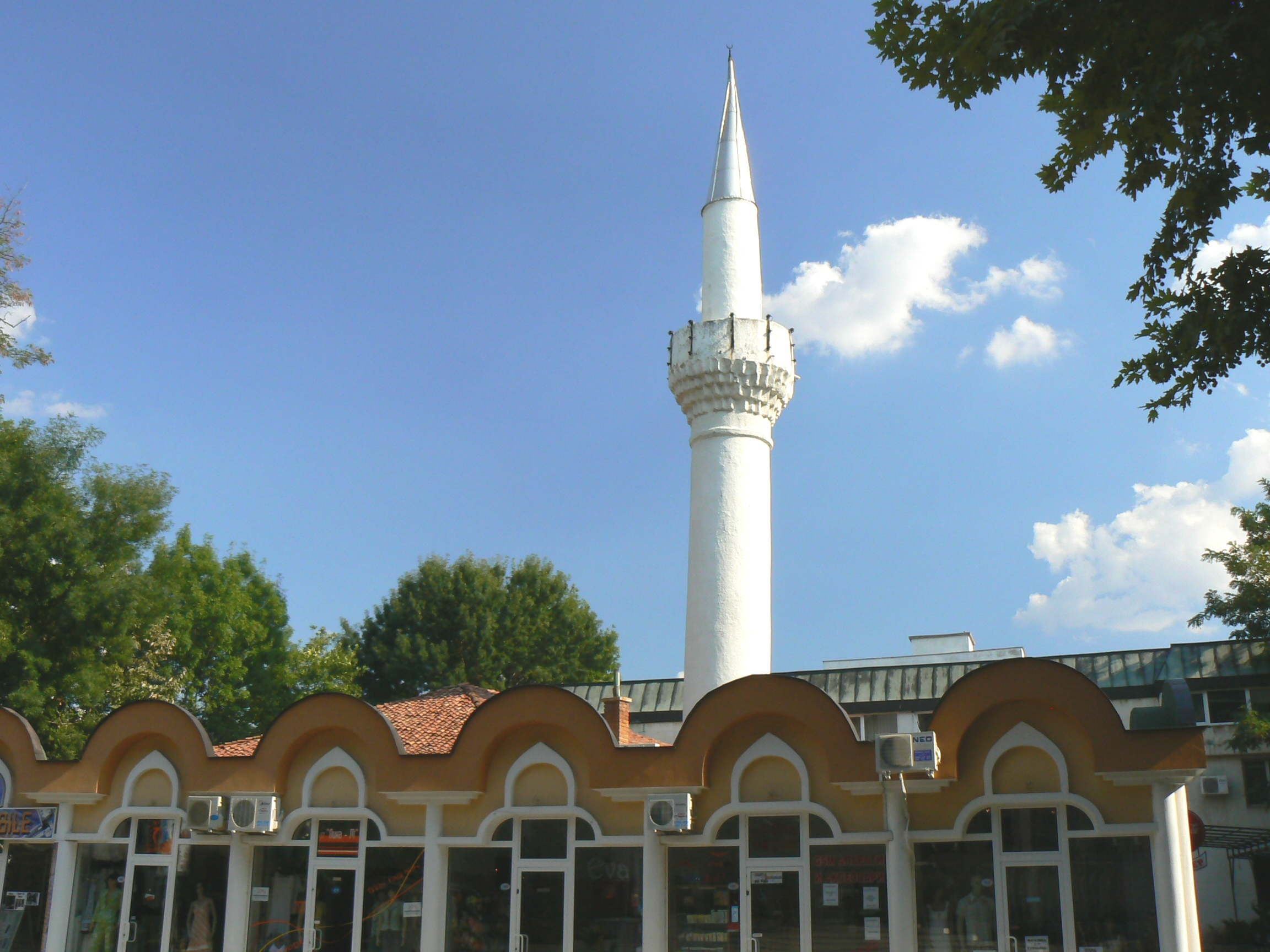
Старая мечеть